# Solenopsis succinea
Solenopsis succinea är en myrart som beskrevs av Carlo Emery 1890. Solenopsis succinea ingår i släktet eldmyror, och familjen myror.

## Underarter
Arten delas in i följande underarter:
- S. s. nicai
- S. s. succinea